# Museo archeologico di Tebe

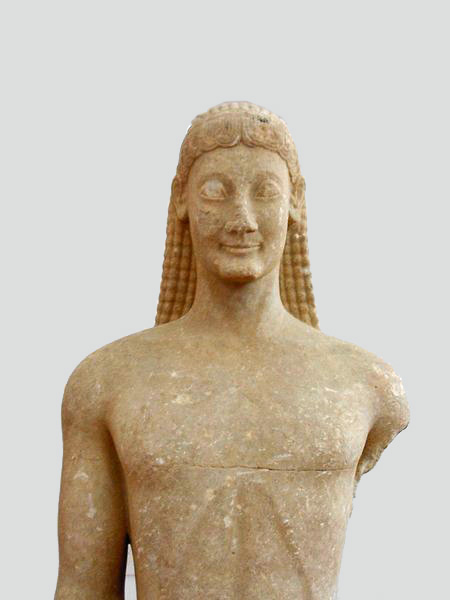
Kouros nel Museo archeologico di Tebe

Il Museo archeologico di Tebe (in greco Αρχαιολογικό Μουσείο Θηβών?, Archeologikó Mousío Thivón) si trova alla fine dell'Odos Pindarou nel nord di Tebe (Thiva) in Grecia.

## Storia
Il primo edificio venne costruito in più fasi dal 1905 al 1912. Nel 1962 il vecchio edificio venne sostituito da uno nuovo, più grande. Nel 2007 è stato aperto l'odierno museo, nel quale è integrato il secondo edificio. L'area è stata notevolmente ampliata e l'allestimento è stato rivisto. Nel 2015 sono stati completati i lavori della sistemazione dell'esposizione nel suo stato attuale. Ora è uno dei più importanti musei della Grecia.
Il museo è composto da quattro grandi sale espositive. Le collezioni vanno dalla preistoria all'epoca bizantina. Di particolare interesse sono tre kouroi trovati nel santuario di Apollo a Ptoion, stele tombali dipinte provenienti da Tebe e Tanagra, nonché reperti degli ultimi scavi del palazzo, tra cui tavolette lineari B e 42 sigilli cilindrici, per lo più mesopotamici e ciprioti del XV -XIII secolo a.C., la maggior parte dei quali realizzati con lapislazzuli.
Nel cortile del museo si trova una torre medievale, probabilmente parte del palazzo dei Franchi costruito da Nicola II di Saint-Omer nel XIII secolo, sovrano di Tebe alla metà del secolo.